# 殺人カメラ
殺人カメラ (さつじんカメラ、イタリア語:La Macchina ammazzacattivi) は1952年に公開されたイタリアのファンタジー喜劇映画。
監督はロベルト・ロッセリーニ。主演はマリリン・ビュファード、ウィリアム・タッブス、クララ・ビンディ。
1945年の映画「無防備都市」でネオリアリズムが国際的に認知されるきっかけを作ったロッセリーニは、さまざまなスタイルを確立しようとしていた。